# Scraptia anaspina
Scraptia anaspina es una especie de coleóptero de la familia Scraptiidae.

## Distribución geográfica
Habita en Madagascar.